# 타란툴라 (영화)
《타란툴라》(영어: Tarantula)는 미국에서 제작된 잭 아널드 감독의 1955년 SF 괴수 영화이다. 존 에이가 등이 출연하였고, 윌리엄 앨런드 등이 제작에 참여하였다.

## 줄거리
한 애리조나주 과학자가 식량 공급 문제를 해결하려고 성장 호르몬을 연구하던 중 실험 영향으로 몸이 망가진 동업자가 앙심을 품고 실험실을 망가뜨린 끝에 거대 타란툴라를 탈출시켜 인근 동네 주민에게 재앙을 불러온다. 이 상황을 파악한 동네 의사 맷은 이 미증유의 사태 해결에 뛰어들면서 전문 지식을 갖춘 스테퍼니를 만나고, 둘은 세상을 구하기 위해 힘을 합친다.

## 출연
- 존 에이가 - 맷 헤이스팅스 의사 역
- 마라 코데이 - 스테퍼니 클레이턴 역
- 리오 G. 캐럴 - 제럴드 디머 교수 역
- 네스터 파이바 - 잭 앤드루스 보안관 역
- 로스 엘리엇 - 조 버치 역
- 행크 패터슨 - 조시 역
- 레이먼드 베일리 - 타운젠드 박사 역
- 버트 홀랜드 - 바니 러셀 역
- 스티브 대럴 - 앤디 앤더슨 역

## 기타 제작진
- 미술: 알렉산더 골리천,  앨프리드 스위니

## 같이 보기
- 괴수 영화